# Sport Club Guaraní
El Sport Club Guaraní fue un club de fútbol profesional venezolano, establecido en la ciudad de Valencia (Venezuela), Estado Carabobo, que militó en la Segunda División de Venezuela.

## Historia
Comenzó su participación en los torneos nacionales de la Federación Venezolana de Fútbol en el año 2009, participando en la Tercera División de Venezuela de ese año. En el Torneo Apertura, participa en el grupo Central III, quedando en segundo lugar, sumando un total de 11 unidades en 8 partidos, de los cuales ganó 3, empató 2 y cayó en par de ocasiones, solo por detrás del Aragua FC B que a la postre, sería el campeón de esa temporada. En el Clausura 2010, el equipo no obtiene un rendimiento tan regular como en el Apertura, terminando en la cuarta colocación con 7 puntos, y logrando apenas una victoria en todo el torneo.
Para la siguiente temporada, es invitado a participar en la Segunda División B de Venezuela. En el Apertura 2010, logra el 3.er. lugar de la División Central con un total de 14 unidades, producto de 3 triunfos, 5 empates y 2 derrotas. En el Clausura 2011, el equipo logra mejorar enormemente su rendimiento, liderando de manera invicta la División central con 18 puntos, 2 puntos por delante de su inmediato perseguidor Arroceros de Calabozo Fútbol Club. Como ganador de la División Central, disputa la serie final contra los ganadores de la División Oriental Deportivo Anzoátegui B y la División Occidental Deportivo Táchira B ganando la serie con 4 puntos, producto d un empate 0-0 contra Deportivo Anzoátegui B en condición de visitante y una victoria 3-0 en condición de local ante Deportivo Táchira B logrando así el ascenso a la Segunda División A de Venezuela para la temporada 2011-2012.
En el Apertura 2011, el equipo mantiene su regularidad y buen rendimiento, logrando en 3.er. lugar en el Grupo Central, lo que le permite clasificar al Torneo de Ascenso, que otorgaría 2 cupos para la Primera División de Venezuela, una histórica clasificación al Torneo por el ascenso en apenas su primera temporada en la Segunda División de Venezuela. Terminó el Torneo de Ascenso en una notable cuarta posición, gracias al Técnico Uruguayo Juan Mouro y al Preparador Físico Cubano Eduardo Otero, obteniendo un total de 26 unidades, todo en su primera temporada completa en la categoría de plata del balompié venezolano.
El equipo conocido como La Tribu Indomable continuò en la Segunda División de Venezuela para la temporada 2012-2013, en búsqueda de repetir la clasificación al torneo de Ascenso. Participó en la Copa Venezuela 2012, donde obtuvo una notable actuación, siendo el club de Segunda División que más avanzó en el torneo, eliminando a Portuguesa FC en la 1.ª. Fase, para avanzar a la siguiente instancia y eliminar a Atlético El Vigía ambos clubes de la Primera División de Venezuela. Sería eliminado de la competición en cuartos de final por Estudiantes de Mérida, equipo que disputará la final del Torneo contra Deportivo Anzoátegui rememorando la final de copa del año 2008. En el primer torneo de la temporada, el Apertura 2012 logró un total de 26 puntos en 18 partidos, terminando en quinto lugar del Grupo Occidental, lo que le permitió disputar, en el siguiente semestre el Torneo De Ascenso por segunda temporada consecutiva. En el Torneo De Ascenso 2013, culminó en la novena casilla, con 10 derrotas a lo largo del semestre y 16 puntos obtenidos, permaneciendo en la categoría para la temporada 2013-2014.
Tras haber logrado la permanencia, tomó parte en la Segunda División Venezolana 2013/14, finalizando en la tercera posición del reñido Grupo Occidental, sumando un total de 28 unidades, lo que le permitió disputar el Torneo de Ascenso por tercera vez consecutiva. Ya en el Torneo de Ascenso 2014, culminó en la quinta casilla, tras sumar 25 puntos y sumar 7 derrotas a lo largo del semestre, permaneciendo así una temporada más en la Segunda División.
Mediante una publicación en su página de Facebook del 26 de junio de 2014, el equipo dio a conocer la venta por 12.000$ de su cupo en la Segunda División al Deportivo Valencia, y sólo se mantendrá compitiendo en torneos de categorías menores e incursionará en el fútbol femenino, terminando así su participación en los torneos profesionales de FVF.

## Datos del club
- Temporadas en 2.ª División: 2
- Temporadas en 2.ª B División: 1
- Temporadas en 3.ª División: 1
- Mejor puesto en liga: 4.º de 10 (2011/12)